# Nano-économie
La nano-économie est définie comme la théorie économique des transactions simples. Le terme a été proposé par Kenneth J. Arrow , en 1987. Le terme a aussi été utilisé pour décrire un niveau d'analyse ci-dessous traditionnel de la microéconomie,,, et de décrire l'économie de la nanotechnologie,.